# Wilbur Wants to Kill Himself
Wilbur Wants to Kill Himself è un film del 2002 diretto da Lone Scherfig.
La pellicola è di produzione danese-britannica.

## Trama
Due fratelli (Harbour e Wilbur-aspirante suicida) ereditano il negozio di libri usati dal padre a Glasgow. Le loro vite diventano incrociate con una donna di nome Alice e sua figlia Mary dopo che questa fa visita al loro negozio. La giovane Mary colpisce il cuore stanco di Wilbur e potrebbe quindi aiutarlo a salvare la sua vita o a trovare finalmente la serenità.